# Marco Velez
Marco Vélez (Carolina (Puerto Rico), Puerto Rico; 26 de julio de 1980) es un exfutbolista puertorriqueño. Jugó de defensa y se destacó en dicha posición en los Puerto Rico Islanders de la North American Soccer League.

## Trayectoria

### Profesional
Vélez fue seleccionado por el MetroStars en el MLS SuperDraft 2003, pero decidió firmar con Seattle Sounders de la USL First Division en vez de jugar en la Major League Soccer. Vélez jugó como delantero durante la temporada de 2003, antes de regresar a la defensa en 2004. Ayudó a Seattle Sounders de llegar a la final de la liga en 2004.
Vélez firmó con los Puerto Rico Islanders en 2005, donde anotó dos goles en 22 partidos jugando como defensor. Durante la temporada 2006, Vélez jugó un papel importante en la clasificación para la Copa de Campeones de la CONCACAF, la primera vez en la historia del equipo. Vélez fue elegido para ser el capitán del equipo. 
Durante la temporada 2007, Vélez anotó un gol y una asistencia en veintisiete partidos. Sus partidos como defensor fue crucial para el avance de Puerto Rico Islanders por primera vez en la historia a las semifinales de la USL First Division. 
En julio de 2007, pasó a los California Cougars de la Major Indoor Soccer League, pero nunca jugó para el equipo.
Vélez fue transferido a Toronto FC en 2008, y se convirtió en el primer jugador de Puerto Rico para participar en la Major League Soccer. Hizo su debut en la MLS el 29 de marzo de 2008 en una derrota 2-0 ante el Columbus Crew. En su primera temporada en la Major League Soccer, Vélez fue titular en todos los juegos en los que participó. 
El 13 de agosto de 2009 volvió a su antiguo club, el Puerto Rico Islanders. Vélez dejó a Toronto con 38 apariciones, 31 de ellos como titular. El defensor recopilo 2.753 minutos y anotó en dos ocasiones, cuatro amonestaciones, y dos expulsiones.

### Internacional
Vélez hizo su debut con la selección de fútbol de Puerto Rico en 2004, y fue nombrado capitán del equipo por el entrenador Colin Clarke en 2008. Marco Vélez llevaba alejado de las canchas desde 2012, pero no fue hasta el año 2014 que puso fin a su carrera como futbolista debido a un reemplazo de su cadera izquierda que puso fin a sus días como jugador.

## Clubes
| Club                  | País           | Temporadas  |
| --------------------- | -------------- | ----------- |
| Seattle Sounders      | Estados Unidos | 2003 - 2004 |
| Puerto Rico Islanders | Puerto Rico    | 2005 - 2009 |
| Toronto FC            | Canadá         | 2008 - 2009 |
| Puerto Rico Islanders | Puerto Rico    | 2009 -      |

## Palmarés

### Campeonatos nacionales
| Título                          | Club                  | País        | Año  |
| ------------------------------- | --------------------- | ----------- | ---- |
| Campeonato Canadiense de Fútbol | Toronto FC            | Canadá      | 2009 |
| Campeonato de Clubes de la CFU  | Puerto Rico Islanders | Puerto Rico | 2010 |

- Datos: Q1383095